# L'Hebdo de l'Ardèche
L'Hebdo de l'Ardèche est un journal hebdomadaire français basé à Valence. Il couvre l'actualité du département de l'Ardèche.

## Historique
Créé en octobre 1944, sous le titre générique de Terre Vivaroise, il a remplacé La Croix de l’Ardèche (né en 1891) qui a cessé de paraître à la Libération. Depuis 1999, Terre Vivaroise est devenu L’Hebdo de l’Ardèche.